# Le Viandier
Le Viandier (často také Le Viandier de Taillevent) je sbírka receptů převážně sepsaných Guillaumem Tirelem, alias Tailleventem. Nejstarší verze knihy je datována k roku 1300, asi 10 let před narozením Tirela. Původní autor je neznámý, to ale nebylo neobvyklé pro středověké a raně novověké sbírky receptů, které byly často opisovány a doplňovány dalším materiálem a jako takové bývaly prezentovány jako díla jejich pozdějších autorů.
Existují čtyři hlavní verze. Nejstarší rukopis, publikovaný v roce 1395, se nachází v Bibliothèque nationale de France. Pozdější a mírně rozšířená verze rukopisu je Vatican Manuscript, který je známější, protože byl dotisknut v roce 1892 Jérômem Pichonem a Georgesem Vicairem. Existuje ještě jeden pozměněný rukopis, nalézající se v Bibliothèque Mazarine v Paříži. V roce 1485 byl vytištěn s výraznými změnami oproti původním rukopisům.
Spolu s anglickou Forme de Cury jde o jednu z prvních a nejznámějších středověkých sbírek receptů. Mimo jiné obsahuje první podrobný popis entremet (jídla podávaná mezi chody, nebo též označení pro malé deserty).